# کلمنس میلچارک
کلمنس میلچارک (لهستانی: Klemens Mielczarek؛ ‏ ۱۷ اکتبر ۱۹۲۰ – ۲ ژانویهٔ ۲۰۰۶) بازیگر اهل لهستان بود.
از فیلم‌ها یا برنامه‌های تلویزیونی که وی در آن نقش داشته‌است می‌توان به سرنوشت‌های لهستانی، رانندگان جایگزین، خیابان فرعی ۴، مرد آهنین، جن‌زدگان و موضوعی برای حل و فصل اشاره کرد.